# Ріпчанка
Ріпчанка — річка в Україні, у Дрогобицькому районі Львівської області, права притока Тисмениці (басейн Дністра). В інших джерелах - ліва притока Лютичини.

## Опис
Довжина річки 10,8 км. Формується з багатьох безіменних струмків та водойм.

## Розташування
Бере початок у селі Далява. Тече переважно на північний схід через село Солонське і на північно-західній околиці Опори впадає у річку Летнянку, праву притоку Дністра.